# Св. св. Константин и Елена (Букурещ)
Вижте пояснителната страница за други значения на свети свети Константин и Елена.
„Св. св. Константин и Елена“ (на румънски: Sf. Împărați Constantin și Elena) е патриаршеска катедрала на Румънската православна църква, разположева в столицата на Румъния Букурещ.
Църквата е главен архиерейски храм на историческата Угровлашка митрополия в периода от 1658 г. до 1925 г. Митрополията на Угровлахия се установява в Букурещ под патронажа Михня III.
През 1658 г. Раду Леон решава да премести митрополитската катедра от Търговище в Букурещ. От 1925 година е патриаршеската катедрала на Румънската православна църква. 
Църквата е реставрирана няколко пъти през 1792-1799 г., 1834-1839 г., 1850 г., 1886 г., 1932-1935 г., поради което днес сградата не пази първоначалния си оригинален вид, т.к. с течение на времето са правени различни пристройки и корекции. В църквата се съхраняват мощите на Свети Димитър Басарбовски положени в сребърна мощехранителница, пренесена от българските земи на 13 юли 1774 г., непосредствено преди сключването на Кючуккайнарджийския мирен договор и на финалния етап от договарянето му.